# Отоазун
Отоазун (фр. Authoison) насеље је и општина у источној Француској у региону Франш-Конте, у департману Горња Саона која припада префектури Везул.
По подацима из 2011. године у општини је живело 304 становника, а густина насељености је износила 18,98 становника/km². Општина се простире на површини од 16,02 km². Налази се на средњој надморској висини од 280 метара (максималној 387 m, а минималној 252 m).

## Демографија
| 1962. | 1968. | 1975. | 1982. | 1990. | 1999. | 2011. |
| ----- | ----- | ----- | ----- | ----- | ----- | ----- |
| 208   | 179   | 197   | 223   | 227   | 214   | 304   |

График промене броја становника у току последњих година